# Amor caecus
Amor caecus — латинський крилатий вислів. У перекладі з лат. «Любов сліпа».
Фраза вживається у випадках, коли почуття заважають тверезо бачити предмет своєї любові, недоліки коханої людини не мають значення, а часом вважаються достоїнствами. В українській мові є аналоги цій фразі:
«Любов зла, полюбиш і козла», «Людина в любові не господар», «Любов закону не знає, років не вважає», «Любов ні зги не бачить».
Побічно цю фразу можна побачити в творах Гомера,  Овідія,  Лукреція, де недоліки восхвалялись під впливом любові. У Горація:

Страстью любви ослеплённый не видит ничуть недостатков 

В милой подруге, ему и её безобразие даже 

Нравится: так любовался Бальбин и наростом у Агны!— Гораций. Сатиры / Пер. М. Дмитриева . – СПб.: Биографический институт, 1993. – С. 3, 38-40.

Что ни день, то и меньше в красавице видно ущерба 

Где казался изъян — глядь, а его уже нет.[…] 

Хрупкой назвать не ленись коротышку, а полной — толстушку, 

И недостаток одень в смежную с ним красоту.— Овидий. Наука любви / Пер. М. Гаспарова. – М.: Художественная литература, 1973. – С. II, 653—654, 661—662.
Зразком для наслідування Овідію послужив уривок з поеми Лукреція:
Так большинство поступает людей в ослеплении страстью, 

Видя достоинства там, где их вовсе у женщины нету.
— Лукреций. О природе вещей / Пер. Ф. Петровского. – . – М.: Изд-во АН СССР, 1958. – 260 с. – С. IV, 1153—1154.